# メカチューン
メカチューンは、自動車エンジンの改造の一手法である。

## 概説
メカニカルチューニングの略語と言われている。特に、レース用などの目的で、既存の自然吸気エンジン本体に改造、加工を施し、過給器等を用いず、機械加工で出力向上を図る事を指す。
量産エンジンをメカチューンで改造し大幅な出力向上を狙うのは、耐久性など出力性能以外の性質を度外視する点で、大きなリスクを負う。従って、一般にそのようなエンジンは、ドライバーに対しての負荷が高く、維持にも問題をかかえると言う点で、市街地での使用には耐えない。ただし、振動や強度等の問題点を、適確な理論に裏付けられた技術によって全て対策し製作（改造）された物は、ある一定の耐久性能を有するものもある。グループN規程の耐久レースやラリーにおけるメカチューンされたエンジンはその例である。
耐久性などの欠点やリスクを補うため、F1やル・マンに代表される世界格式クラスのレースでは市販エンジンを使用せず、メーカー（コンストラクター）によるオリジナルエンジンを搭載できるカテゴリーが多く存在する。初めから目標馬力が高い設計であれば、当然高出力にも耐えうるからである。また、レギュレーションでオリジナルエンジンの使用が規制されているレースカテゴリーでも、市販エンジンと『同じ形』の部品をゼロから作り直し、使用しているチームもある。（設計図面は同じだが量産品をベースに加工するのではなく、新規に材料を選び、作製することで加工精度を非常に高く出来る為、特に振動やイナーシャに対し非常に有益な対策が出来る。）
市販車両においても近年の燃焼解析技術や、制御系技術の向上、デジタルデバイスの採用等により、市販状態でありながら100PS/Lを超えるエンジンも珍しくなく、顕著な例としてはホンダのVTECエンジン（B16B、B18C、F20Cなど）や三菱自動車のMIVECエンジン（4G92）が挙げられる。

## 手法

### 吸気/排気効率の向上
カム角位相の調整、ポート加工、吸排気系の変更、吸排気流路の表面処理。流体力学の知識が必要。デメリットとして、馬力向上を目的に最大トルク発生回転数を高回転へシフトさせると、低回転～中回転域でのトルクの減少（相対比として）が発生する点がある。これは吸気脈動効果や吸気慣性効果の減少、およびバルブタイミングの特性による。バルブタイミングについては、カム角位相の調整にくわえ、可変バルブタイミングシステムも効果的である。だがレースでは高回転しか使用しない為、VTECなどの可変バルブタイミングリフト機能を無効にし、高回転に特化したカムを使用する場合もある。

### 燃焼効率の向上
圧縮比の向上（ピストン形状の見直しやガスケット厚の変更、シリンダーヘッドの面研削など）、燃焼室形状の最適化、電子制御直噴技術、吸気混合比および点火時期の最適化。熱力学等の知識が必要。圧縮比や排気量の向上は、理論最大出力増加につながるが、ノッキング、デトネーション等によりエンジンが損傷するリスクが増しやすい。

### イナーシャ、摩擦損失などのフリクションロスの低減
動的バランスの最適化、摺動抵抗の減少により出力ロスの低減を図る。材料力学、機械加工などの知識が必要。摺動部におけるクリアランスの調整や潤滑系統の最適化を含む。エンジン回転数上限を上げ出力増加を図ろうとする場合は、バルブスプリングのサージング現象やピストンリングのフラッタリング現象、出力上昇に伴う加振力（振動）の増大、各部品の機械的強度の相対低下等が発生し、多くの機械的対策を必要とする。